# Pseudosuberia
Pseudosuberia is een geslacht van neteldieren uit de klasse van de Anthozoa (bloemdieren).

## Soort
- Pseudosuberia genthi Wright & Studer, 1889